# Pałac w Magnicach
Pałac w Magnicach (niem. Neues Schloß) – pałac z zabytkowymi parkiem i ogrodem we wsi Magnice.
Pałac zbudowany w stylu neorenesansu francuskiego dla Ernesta von Ratha; kryty wysokim dachem z lukarnami, zniszczony podczas II wojny światowej. Obecny budynek to replika zabytku. Obiekt otoczony parkiem z ogrodem z 1830 r.

## Zamek
Stary zamek otoczony szeroką fosą, wzmiankowany w 1336 znajdował się w północno-wschodniej części założenia folwarczno-parkowego. Warownia zbudowana na planie triclinium posiadał dwie kondygnacje. Elewacja frontowa była zwrócona w kierunku wschodnim, w stronę dziedzińca folwarcznego. Po zbudowaniu w 1877 roku przez nowego właściciela majątku, Ernesta von Ratha nowego pałacu zwanego Nowym Zamkiem, wcześniejszy średniowieczny obiekt stał się siedzibą zarządcy.

## Pałac
Pałac Magnice (Schloss Magnitz) został wybudowany w 1877 roku w stylu neorenesansu francuskiego przez nowego właściciela majątku, Ernesta von Ratha. Pałac został całkowicie zdewastowany w 1945 r. Pozostałości budowli rozebrano we wrześniu 1958 r., pozostawiając jedynie fragmenty piwnic. Około 2013 roku teren kupiła firma Gant Development. Na początku XXI wieku prywatny inwestor odbudował pałac (z częściowymi zmianami). 

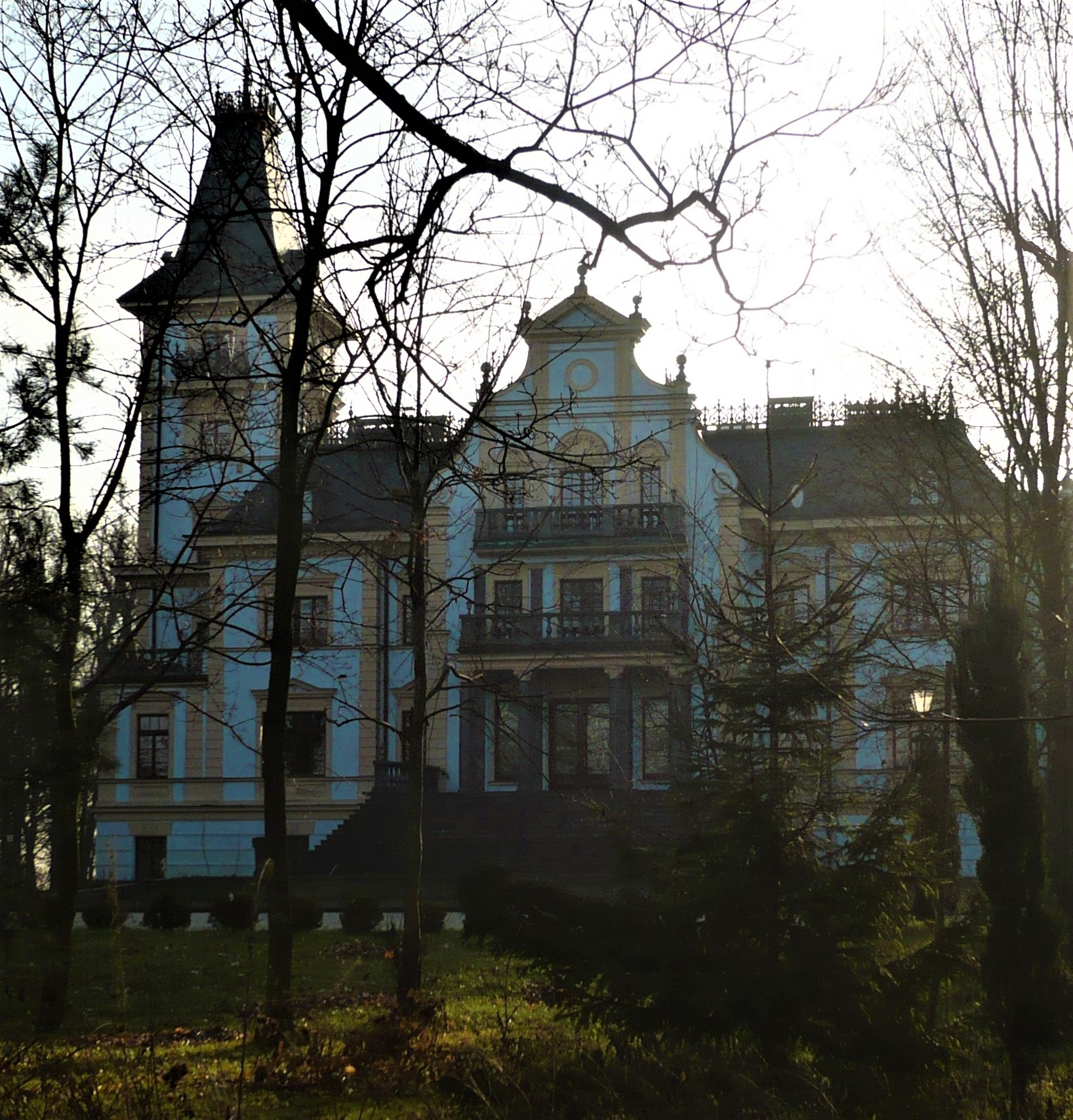

## Kaplica
Zabytkowa kaplica grobowa rodziny von Rath została wybudowana na cmentarzu wiejskim  w stylu historyzmu z nawiązaniami do romanizmu w 1905. Obecnie jest kościołem filialny pw. Najświętszego Serca Pana Jezusa w Magnicach parafii św. Wojciecha Biskupa i Męczennika w Domasławiu.